# Schetsen van een reis
Schetsen van een reis (La 628-E8) is een werk van de Franse schrijver Octave Mirbeau dat in 1907 voor het eerst is gepubliceerd.

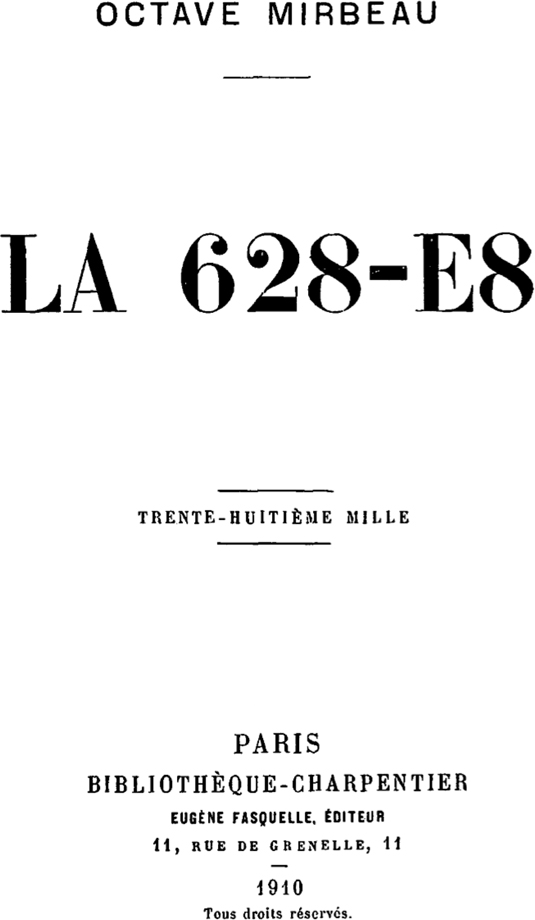
La 628-E8, uitgave uit 1910

Het is niet echt een roman, maar ook geen reportage of reisverslag, want de schrijver-verteller pretendeert niet eens dat het feitelijk juist is wat hij allemaal vertelt. Hij laat zich niets gelegen liggen aan waarschijnlijkheid en geloofwaardigheid en mengt onbekommerd feit en fictie, droom en fantasie door elkaar.
In zijn auto met nummerbord 628-E8 maakt de schrijver-verteller een rondreis door Noord-Frankrijk, België, Nederland en Duitsland, en vertelt over wat hij ziet, denkt en fantaseert.
Het boek is een ode aan de vrede en de Frans-Duitse vriendschap, maar vooral aan de auto, die de hoofdpersoon is: de auto draagt immers bij aan de economische bloei, brengt volken dichter bij elkaar en verandert onze kijk op de wereld. Dat neemt niet weg dat Mirbeau niet gelooft in de illusies van het sciëntisme; hij blijft wantrouwig jegens de ingenieurs die zich in naam van het mythische begrip Vooruitgang vaak onverantwoordelijk gedragen en een bedreiging vormen voor de toekomst van de wereld.

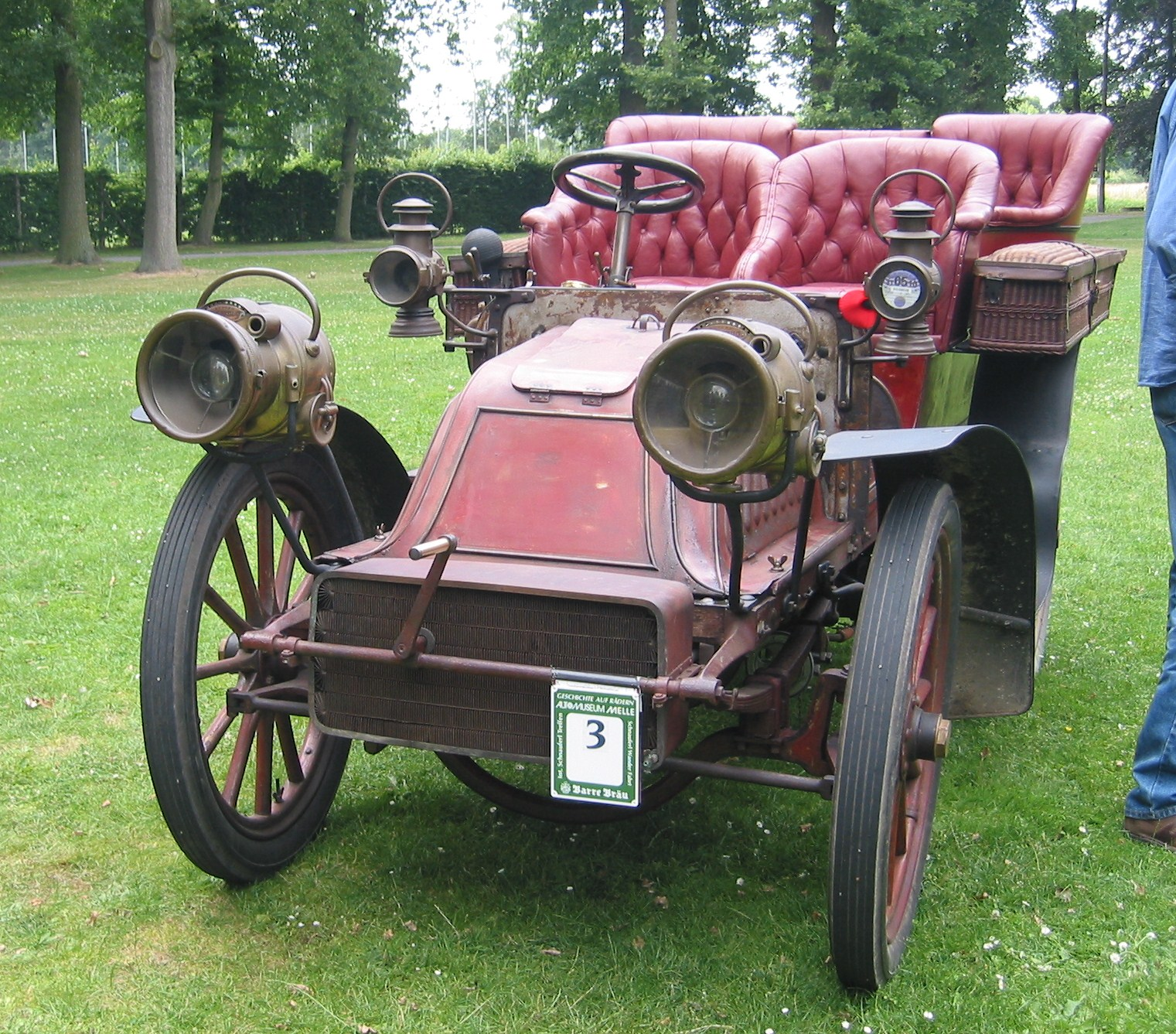
Charron C.G.V., 1902

La 628-E8 werd in 1990 gedeeltelijk in het Nederlands uitgegeven onder de titel: Bonnard, schetsen van een reis : uit het dagboek van Octave Mirbeau “La 628-E8”, met illustraties uit 1908 van de Franse kunstenaar Pierre Bonnard.